# Roland Ruepp
Roland Ruepp (Malles Venosta, 28 aprile 1965) è un fondista, biatleta e paraciclista italiano.
Ha partecipato a sei paralimpiadi, vincendo quattro medaglie.

## Biografia
Appassionato di sport, nel 1990 si infortunò gravemente durante una vacanza in Austria, cadendo da una parete artificiale per l'arrampicata sportiva e lesionandosi una vertebra.
Debuttò nello sci di fondo paralimpico alle olimpiadi di Lillehammer 1994, mentre a Nagano 1998 conquistò la medaglia d'argento nella 10 km LW11. Fu protagonista a Salt Lake City 2002 dove vinse le medaglie d'oro nella 5 km e 10 km e il bronzo nella 7,5 km sitski di biathlon.
Dopo aver partecipato alle paralimpiadi estive di Atene 2004, non poté essere presente a Torino 2006 causa la rottura di una gamba. Partecipò infine alle ultime due paralimpiadi invernali di Vancouver 2010 e Soči 2014, senza salire sul podio.
Ai mondiali di handbike di Milano 2007 vinse la medaglia d'oro nella cronometro a squadre. Nel 2010 vinse la prima edizione del Giro d'Italia per handbike classe H3. Vincitore delle prime 10 edizioni della BOclassic handbike di Bolzano.